# Kronprinsessan
Kronprinsessan é uma minissérie sueca de 2006 escrita por Sara Heldt e Pia Gradvall, baseada romance de mesmo nome de Hanne-Vibeke Holst. A série foi exibida pela SVT. Uma versão televisiva da sequência O Assassinato do Rei foi exibida em fevereiro e março de 2008.

## Enredo
A série é sobre Charlotte Ekeblad (Alexandra Rapaport), que de repente se torna ministra do Meio Ambiente em um governo ficcional social-democrata no início de 2000. Como um ministra jovem e feminina, ela encontra resistência por parte de ambos os familiares, funcionários e imprensa.

## Elenco
- Alexandra Rapaport  	- Charlotte Ekeblad
- Ulf Friberg - Thomas Ekeblad
- Kenneth Milldoff - O primeiro-ministro Per Viksten
- Reine Brynolfsson - O ministro das Finanças Gert Jakobsson
- Susanne Reuter - Foreign Elizabeth Meyer
- Daniel Götschenhjelm - Jacob Steen
- Peter Schildt - Henrik Areia
- Morgan Alling - Magnus Svensson
- Ida Wahlund - Louise Kramer
- Sten Elfström - Ministro da Agricultura Hans Bengtsson
- Peter Engman - Jesper Anell

## Prêmios e indicações
2006 International Emmy Awards
- Melhor Telefilme ou Minissérie (Indicado)[1]